# Handsome JET Project
Handsome JET Project（ハンサムジェットプロジェクト）は、かつてコナミ株式会社（コナミデジタルエンタテインメント）の音楽ゲーム（BEMANIシリーズ）で活躍していたHandsome JETと、Yueiこと植松 斎永との二人組のパンクユニット。主に『GuitarFreaks』&『DrumMania』に楽曲を提供していた。
2008年5月（発覚は2009年1月）、Handsome JETの交通事故での死去にともない、活動停止。

## メンバー
Handsome JET
1970年4月6日 - 2008年5月14日（38歳没）。
本名などの詳しいプロフィールは不明。
担当は作詞、ボーカル、ブルースハープ、アコースティックギター（使用ギターはギブソンJ-45）演奏など。
植松斎永
9月5日生まれ。A型。
担当は作・編曲、メインギター演奏など。

### 臨時メンバー
- 泉陸奥彦（ソロギター演奏、コーラス）
- 肥塚良彦（ベース演奏）
- あさき（コーラス、ベース演奏）
- Jimmy Weckl（コーラス、サックス演奏）
- Kozo Nakamura（コーラス）
- Thomas Howard Lichtenstein（作詞）
- みずしな孝之（コーラス）

### ションボリくらぶのメンバー(Yueiを含む)
- 泉陸奥彦
- あさき
- Jimmy Weckl
- Kozo Nakamura

## 主な楽曲
（）内は、初収録のゲーム名。略称は次のとおり。GF：GuitarFreaks、DM：DrumMania、IIDX：beatmania IIDX、PM：pop'n music。

### Handsome JET Project名義
- SILLY GIRL （GF5） - 作詞はThomas Howard Lichtenstein
- 君のとなりに… （GF6）
- 誰? （GF7&DM6）
- わすれもの （GF8&DM7） - ハンサムジェットプロジェクト feat. みずしな孝之名義
- 瞬的愛歌(JET LOVE) （GF9&DM8）
- Handsome JET L-Project （GF10&DM9）
- 二人はラブラブ（仮） （GF11&DM10）
- 哀愁のコリゴリラ （GFV&DMV） - ハンサムジェットプロジェクト feat. みずしな孝之名義 （みずしなが『週刊ファミ通』に連載している『みずしな孝之のいい電子』からサマァズ後藤,『V2』以降にディレクターになった野崎満裕もコーラスに参加）
- Little Little Princess （IIDX HAPPY SKY） - SHRINE 418名義（wacとの合作)

### Handsome JETの参加楽曲
- P.P.R. （GF3） - 作曲：小野秀幸&桜井敏郎（途中から名義がHandsome JET Jr.→Handsome JETへ変更）
- しかられ日和 （GF10&DM9） - Handsome JETと亜熱帯マジ-SKA爆弾名義（作曲：小野秀幸）
- JJ-road （GFV2&DMV2） - JJ-road名義（Jimmy Wecklとの合作）
- ギタードライブ （GFV3&DMV3） - 作曲：小野秀幸（ギター演奏は千本松仁）
- さよなら便り(GF/DMV4 Яock×Rock)-￢(゜～゜)Γと(!ΘεΘ!)名義
- 純勉夏 （ee'MALL 2nd avenue（GF&DM&PM用楽曲）） - ションボリくらぶ feat. ジェットさん名義
- BEMANI EXPOネットラジオのテーマ（BEMANI EXPOネットラジオ）-収録予定はなかったのだが、意味も無くネットラジオにやってきたときにオープニングとして流した自作の作詞・曲。
- BEMANI EXPOネットラジオのテーマ（お正月バージョン）（BEMANI EXPOネットラジオ）-是も収録予定はなかった、上記曲のエンディングの時に流したもの。

### Yueiの参加楽曲
- 植松斎永を参照。

## ディスコグラフィー
- ￢(゜~゜)Г 　(2006.11.22)